# Farmington, Minnesota
Farmington, Minnesota là một thành phố nằm ở quận Dakota thuộc tiểu bang Minnesota, Hoa Kỳ. Thành phố có diện tích km2, dân số theo ước tính năm 2008 của Cục điều tra dân số Hoa Kỳ là 12.365 người.